# 羅西塔 (北大西洋自治區)

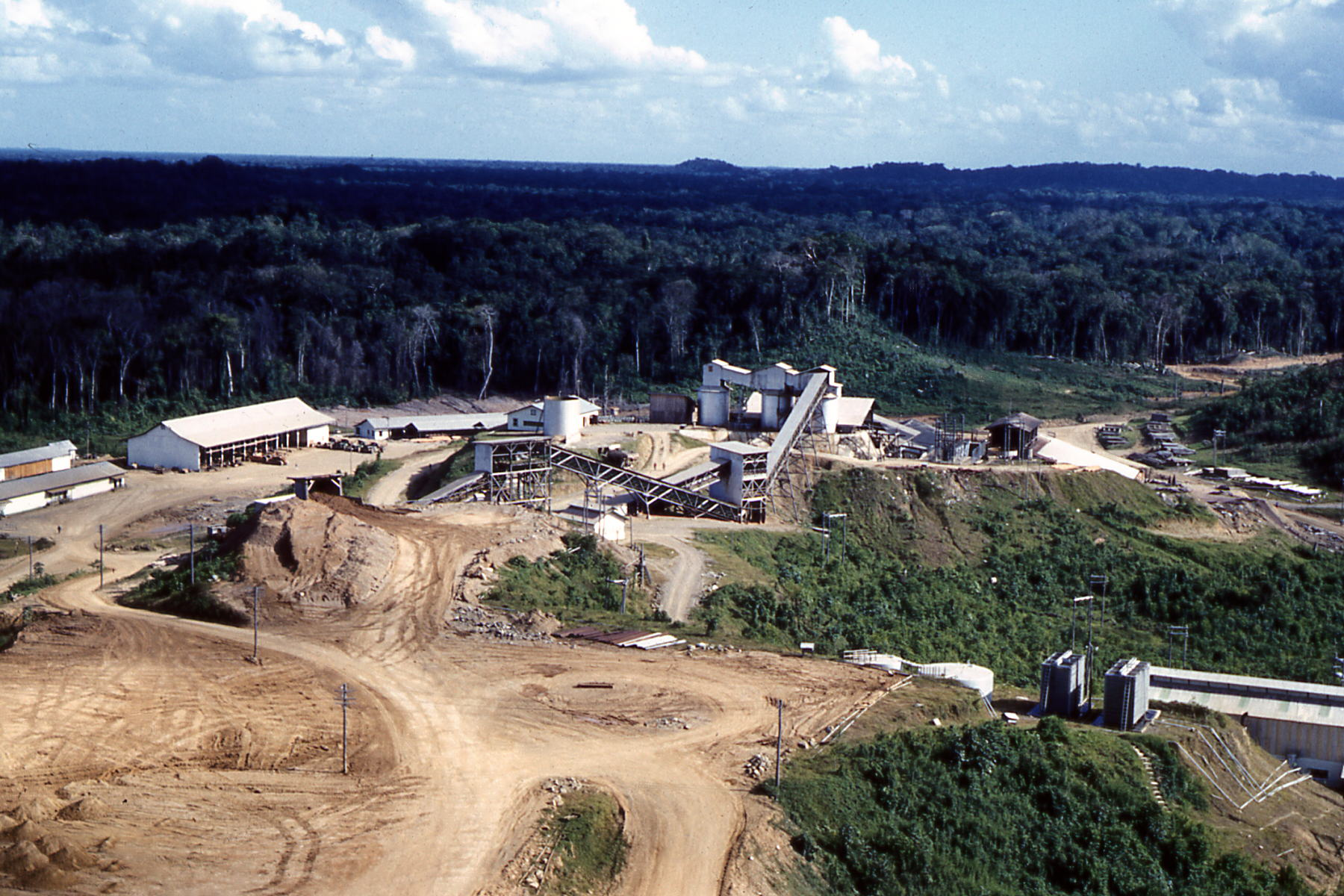

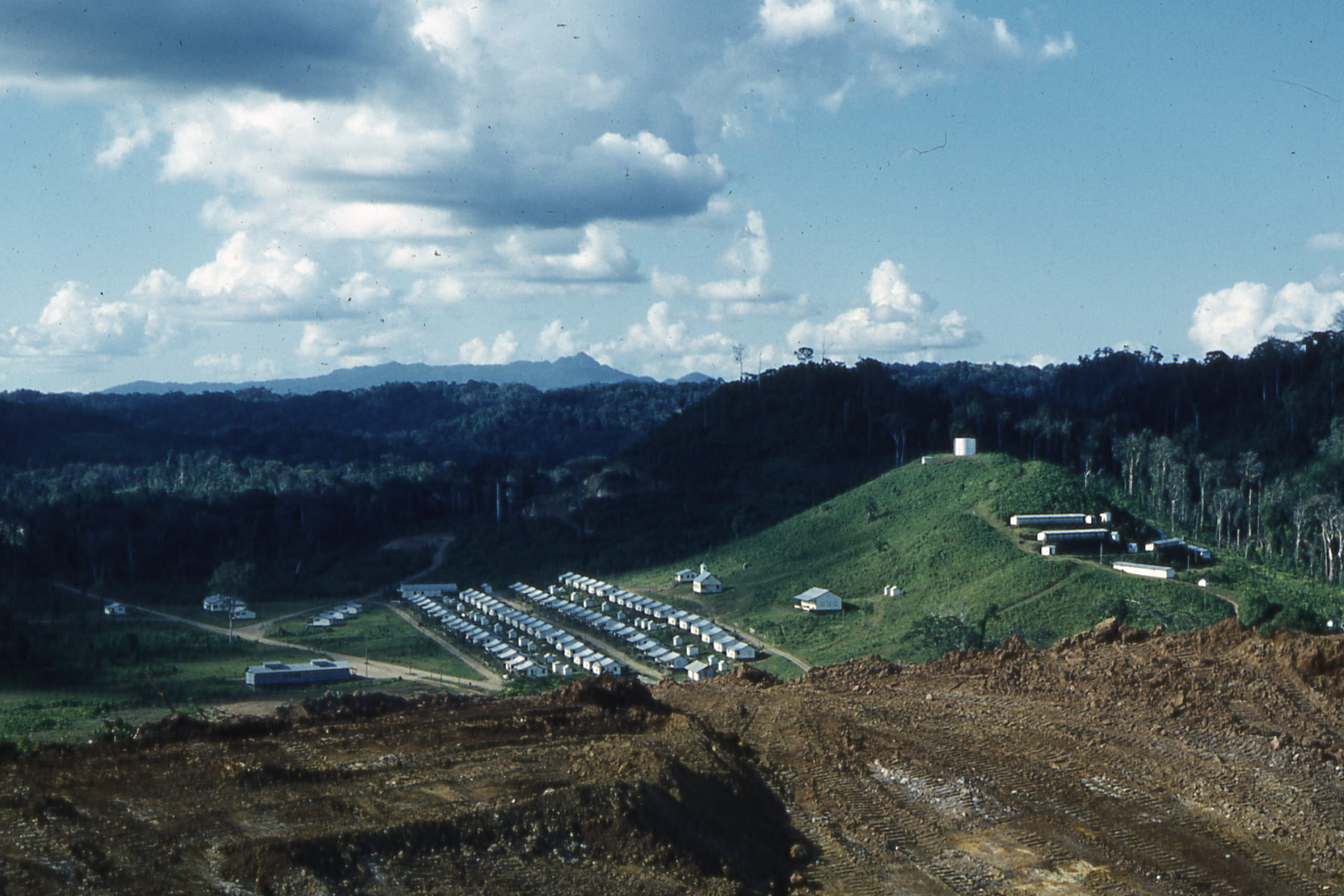

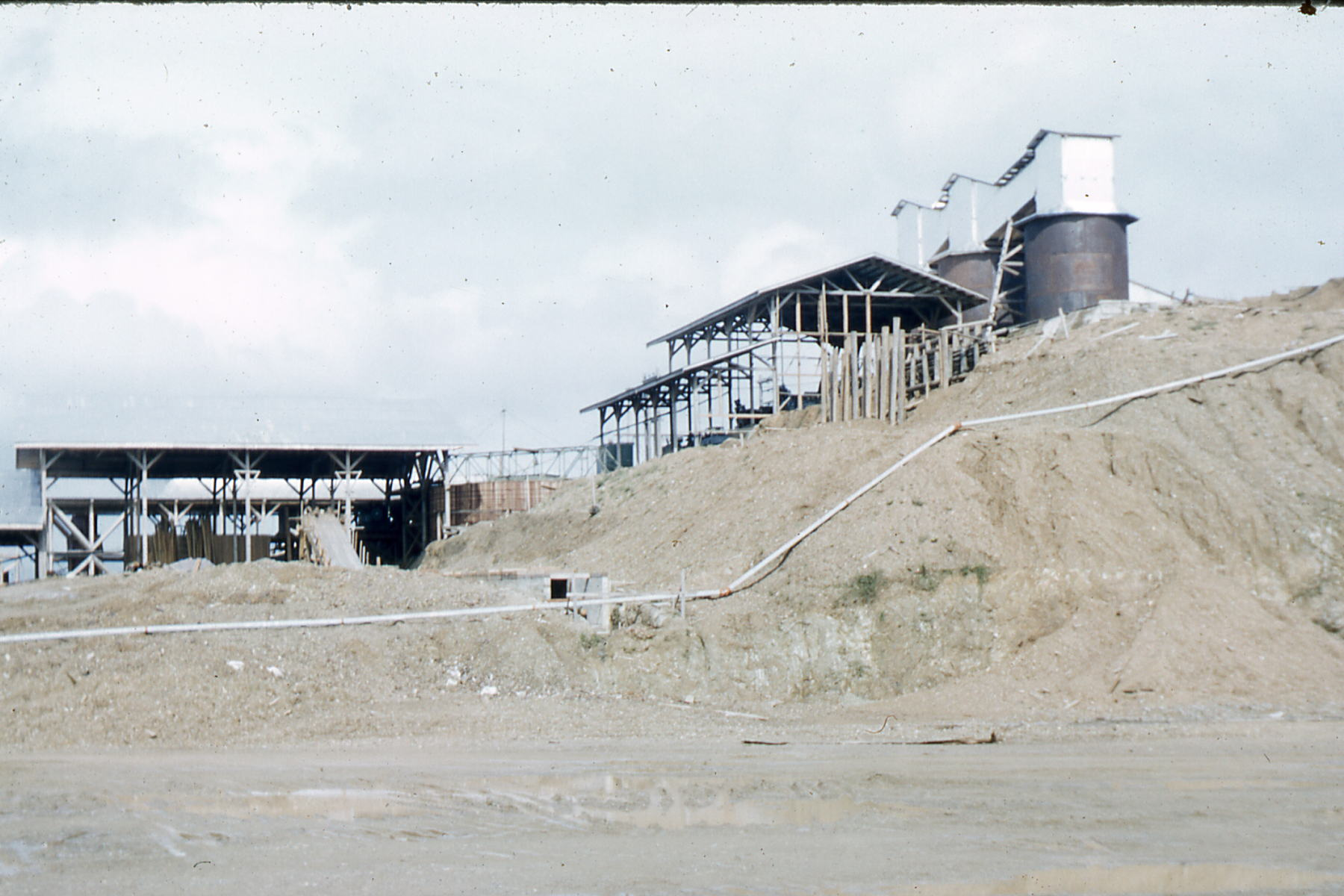

羅西塔（西班牙語：Rosita），是尼加拉瓜的城鎮，位於該國東北部，由北大西洋自治區負責管轄，始建於1989年11月6日，面積2,205平方公里，海拔高度58米，2005年人口22,723，人口密度每平方公里10.31人。
13°53′N 84°24′W / 13.883°N 84.400°W